# La otra (película)
La otra es una película de terror psicológico y drama mexicana de 1946, dirigida por Roberto Gavaldón con guion de José Revueltas, y protagonizada por Dolores del Río, Víctor Junco y José Baviera. Esta es la única película en la que Del Río protagoniza un doble papel.

## Argumento
La película cuenta la historia de María y Magdalena, dos hermanas gemelas, una millonaria, la otra pobre, y de como María, la hermana pobre asesina a su gemela para suplantarla. Paradójicamente, la asesina no solo recibirá la fortuna de la muerta sino también el pesado fardo de un delito que ésta cometió.

## Reparto
- Dolores del Río como Magdalena Méndez de Montes de Oca/María Méndez
- Agustín Irusta como Roberto González
- Víctor Junco como Fernando
- José Baviera como licenciado De la Fuente
- Manuel Dondé como agente Vilar
- Conchita Carracedo como Carmela

## Recepción

### Premios
Ariel otorgado en 1947 a la adaptación de guion cinematográfico.